# 骨頭侵蝕
骨頭侵蝕（英語：bone erosion，簡稱骨侵蝕）是疾病惡化造成的骨骼破壞。侵蝕性關節炎（英語：erosive arthritis）是關節發炎（關節炎）合併骨破壞，造成這種變化的疾病包括類風濕性關節炎。 
骨侵蝕是特定局部區域的骨缺損，與骨質疏鬆症發生的全身性骨密度流失不同。骨關節炎也會造成關節骨頭病變，但不常出現侵蝕，雖然也有一個子分類被稱為侵蝕性骨關節炎。

## 外部連結
- Erosive arthritis (differential) （页面存档备份，存于） at Radiopaedia